# 현대사
현대(現代, 영어: contemporary, 독일어: Zeitgeschichte)는 시대 구분상으로 현재의 정치 체제 하의 시대이다.

## 요약
현대는 "고대", "중세", "근세", "근대", "현대"의 다섯 가지로 나누었을때의 가장 최근이며 현재 시대이다.
"현대"는 현재 진행되고 있는 시대이며, 그 범위가 확실치는 않다. 전쟁과 혁명이나 쿠데타 등으로 인한 낡은 정치들(국가, 왕조)의 소멸과 새로운 정치적인 존재(국가, 왕조)의 성립에 의하여, "현대"의 범위는 달라질 수 있다.
유럽의 나라별로는 독일의 역사는 1949년 서독과 동독의 성립 이후, 이탈리아의 역사는 1946년 이탈리아 공화국의 성립 이후, 프랑스의 역사는 1958년 제5공화국의 성립 이후이다.
아시아의 나라별로는 한국의 역사는 1948년 대한민국의 성립 이후, 일본의 역사는 1947년 일본국의 성립 이후, 중국의 역사는 1949년 10월 1일 중화인민공화국의 성립 이후, 대만의 역사는 1948년 중화민국의 성립 이후, 베트남의 역사는 1945년 북베트남과 1955년 남베트남의 성립 이후이다.

## '현대'라는 시기의 정의

### 지역별 현대의 정의

#### 동아시아

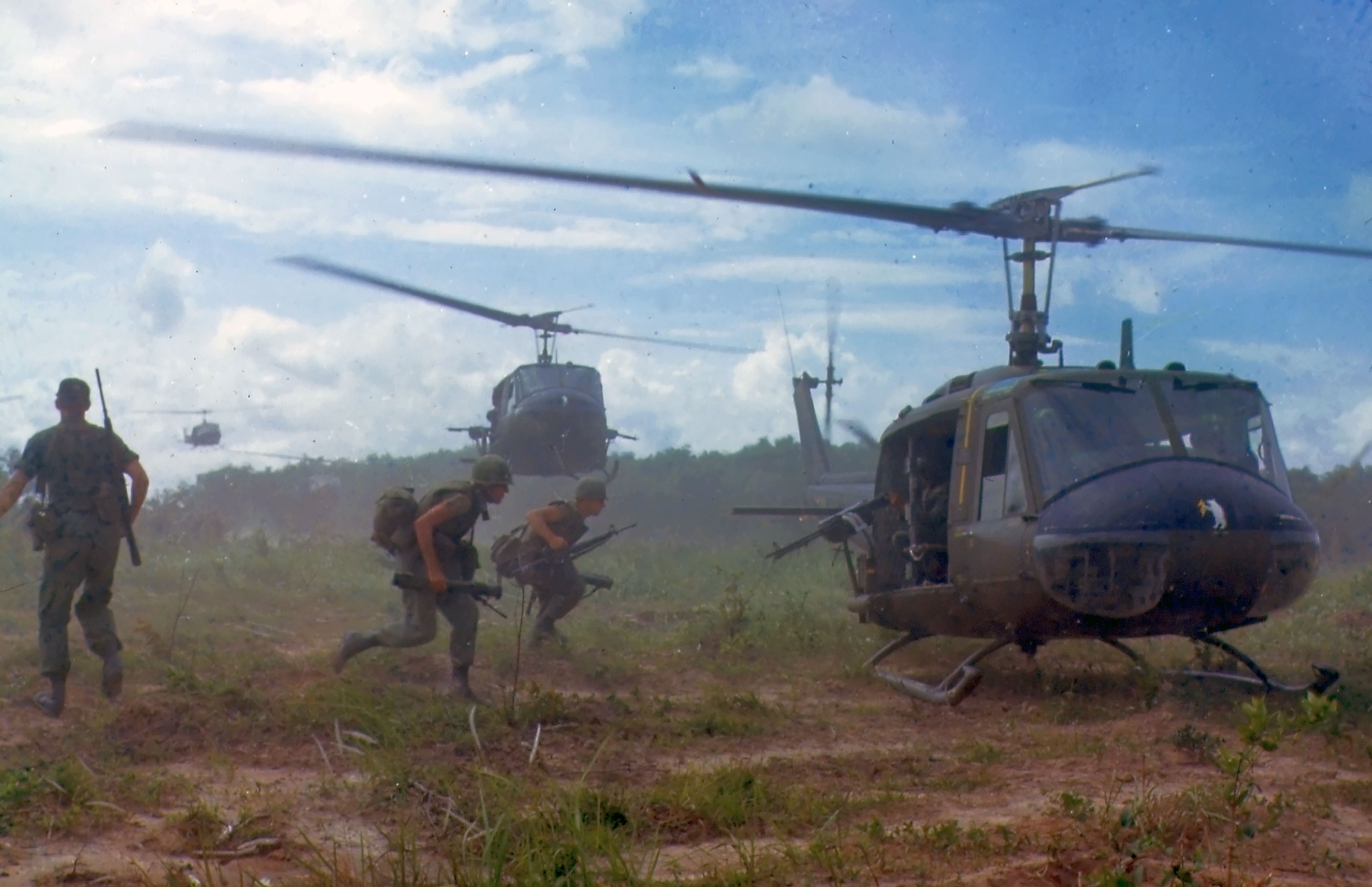
베트남 전쟁 (1966년)

아시아의 역사에서는 1945년 9월 2일 제2차 세계 대전 종결 (일본 제국의 항복) 이후가 '현대'라고 생각되고 있다.
제2차 세계 대전의 종결과 함께, 유럽와 일본 제국에 의한 식민지 지배가 파탄하고 새로운 국가가 성립되었으며, 1945년 이전의 국가도 새로운 국가로 바뀌었다. 이들 국가는 1945년 2월 얄타 회담 이후를 시작으로 냉전 체제 하에서 성립된 국가가 많다. 냉전 시대에는 한반도와 베트남으로 상징된다. 동북아시아와 베트남이 냉전의 주전장이 된 반면에, 동남아시아에는 개발 독재가 깔려있다.
1989년 12월 3일 냉전이 종결되고 1991년 12월 26일 소비에트 연방이 붕괴하고 1995년 8월 5일 베트남과 미국이 화해 이후에도 한반도의 분단 국가, 일본과 한국의 미군 기지, 북한 핵 문제, 중국 공산당 (중화인민공화국)과 중국 국민당 (중화민국)의 대립, 중화인민공화국과 주변 국가 (타이완, 베트남, 필리핀 등)의 영토 분쟁 등, 동아시아 (특히 동북아시아)은 냉전의 잔재가 남아있다. 또한, 세계 대전 시대의 군사 패권주의와 정치체제와 지배자 일족이 판을 치고있어, '제2차 세계 대전의 전야'가 된 1930년대의 세계가 재현되고 있다. 2008년 미국에 의한 단독 패권의 파탄(2008년 금융 위기)로 인해, 이 경향은 더욱 강해지고 있다.
동남아시아는 냉전 시대부터 동남아시아 국가 연합 (ASEAN)이 결성되어 있는데, 동북아시아를 침몰에는 이르지 않았다.

#### 서아시아

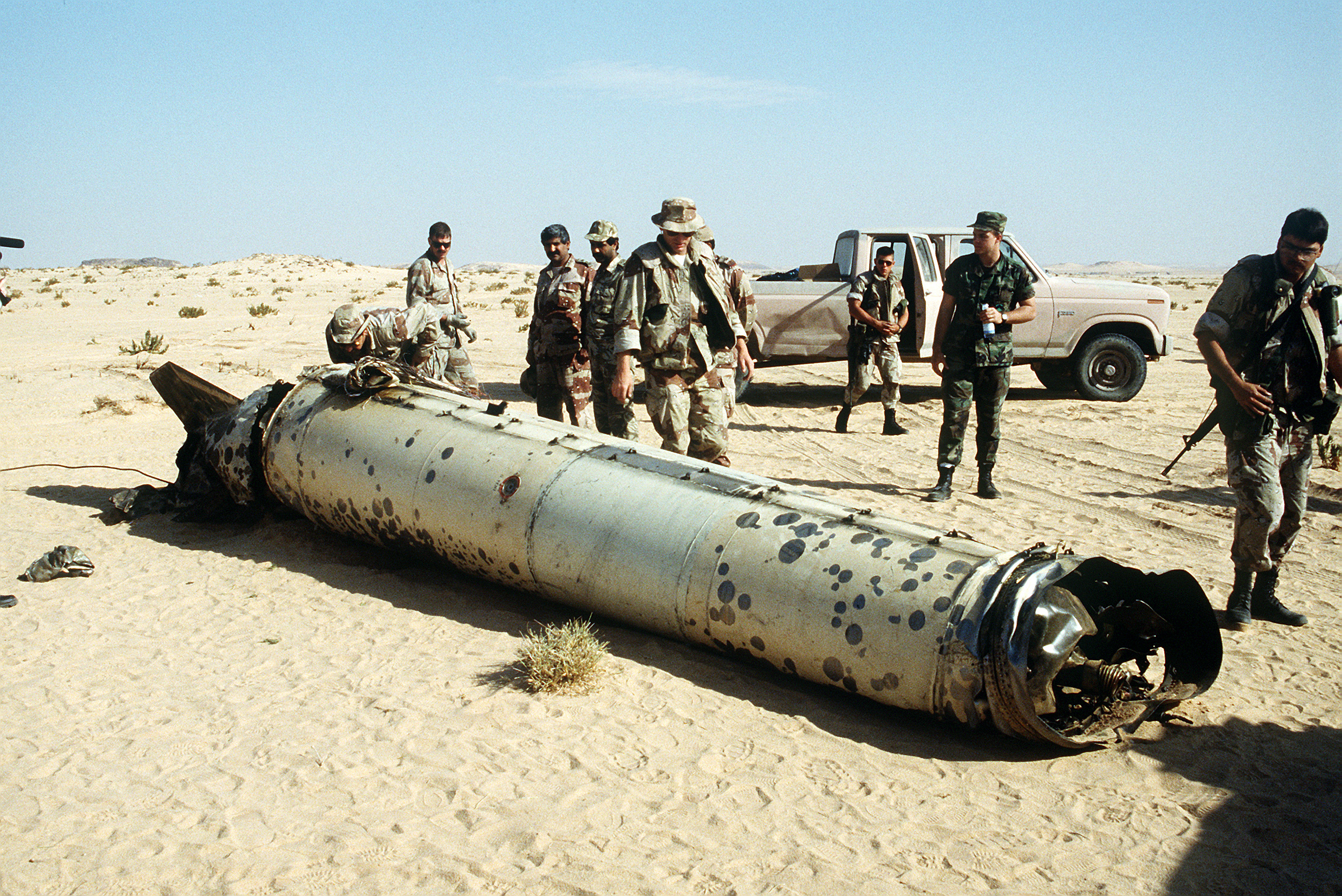
걸프 전쟁에서 격추된 스커드 미사일 (1991년)

중동의 역사에서 백악관이 전쟁에 개입하고있는 시대가 "현대"라고 주목된다. 이 경우 1945년 9월 2일 제2차 세계 대전 종결 이후가 "현대"라고 주목된다.
1945년 이전에는 전쟁의 주연은 영국과 프랑스 등 유럽의 식민지 열강의 대리 전쟁이 전개되는 시대였다.
그런데 제2차 세계 대전이 끝나자, 영국과 프랑스에서는 국내외에서 "두 번째 나치"의 재생을 두려워하지만 음성을 통해 식민주의가 파산해, 동남아시아와 중동에서의 영향력도 미국에 빼앗긴다.
1945년 이후, 특히 이스라엘국의 수립 (1948년), 이스라엘과 이슬람 국가의 갈등, 미국과 이슬람 국가의 갈등이 전쟁의 불씨가 되고 있다.

#### 유럽

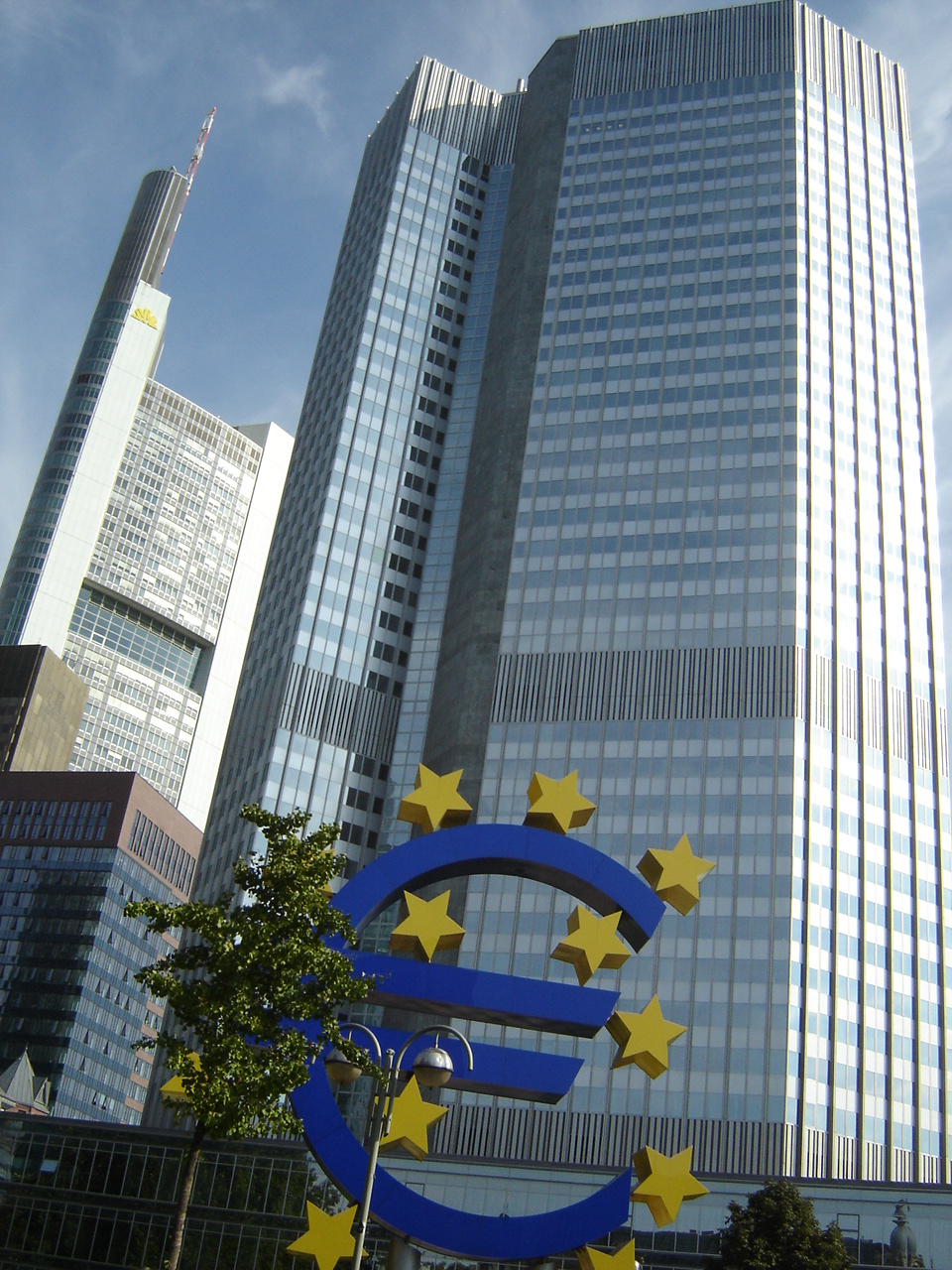
유럽 중앙 은행

유럽의 역사에서는 1989년 동유럽 민주화 혁명 이후이 "현대"라고 주목된다.
유럽은 19세기 초기의 나폴레옹 전쟁 이후 국민 국가와 식민지주의의 진원지가 되고 20세기 전반에는 2번 일어났다 세계 대전의 진원지가되었다.
1945년 5월 8일 나치 독일의 항복으로 유럽의 추축국은 모두 붕괴되고, 추축국의 몰락을 초래했다 식민지주의는 파산했다. 그리고 1945년에 시작된 냉전은 유럽은 미국의 동맹국이 된 민주 국가 (서쪽 국가)와, 소비에트 연방의 속국이 된 공산당 국가 (동쪽 국가)로 양분되었다.
그리고, 1989년 동유럽 민주화 혁명은 동유럽에서 공산당 국가들이 속속 넘어, 민주 국가들이 속속 이뤄졌다. 그 결과 유럽은 "EU"로 하나가 되려 하고, "국민 국가에서 졸업"과 "전쟁과 압제 따위 아랑곳없이"라는 세계를 만들어 내고 있다.

### 군사적인 의미의 현대

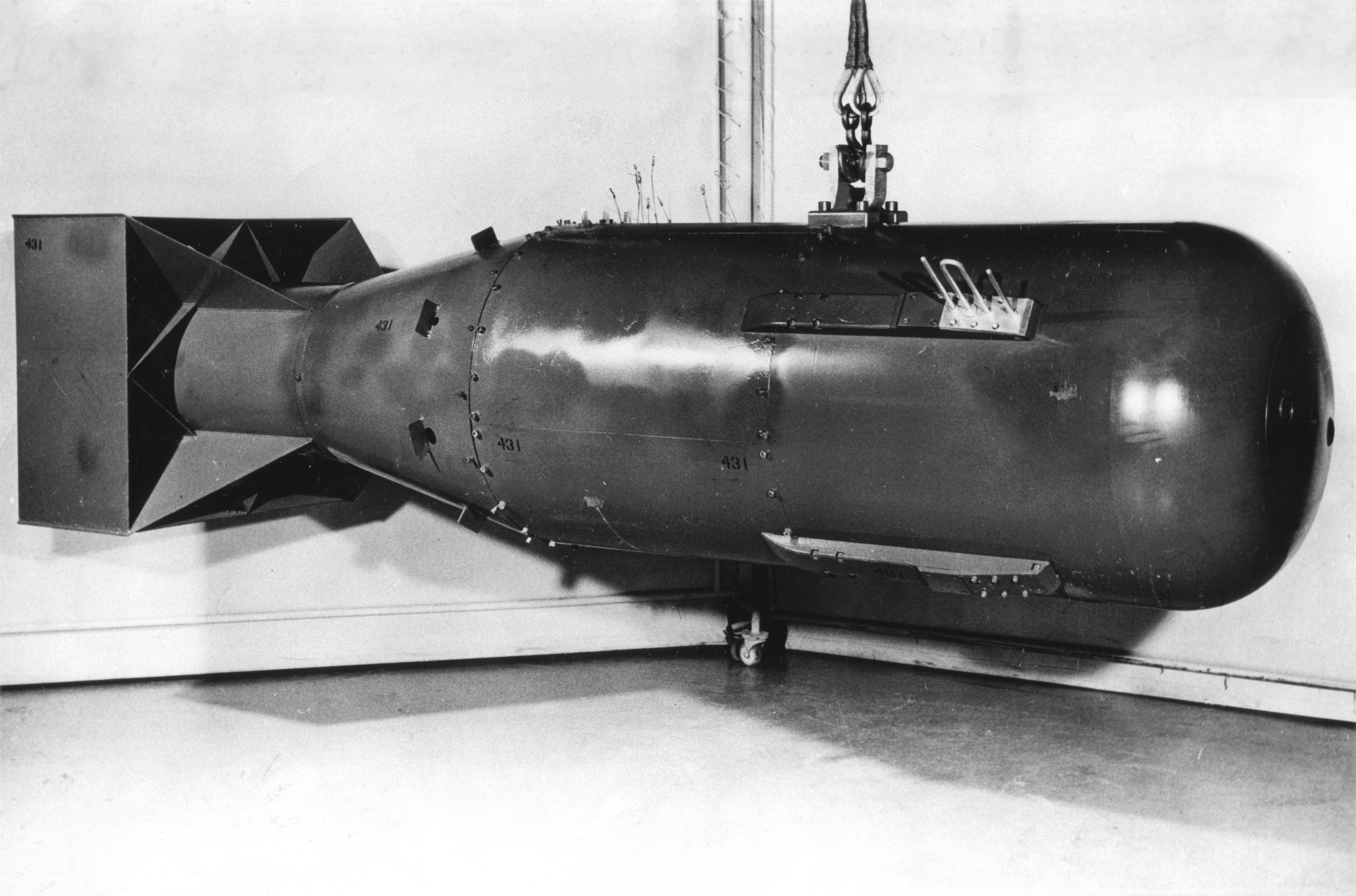
리틀 보이 (히로시마 원폭)

군사 역사에서는 대량 살상 무기가 사용되는 시대가 "현대"라고 주목된다. 이 경우 1939년 9월 1일 제2차 세계 대전 발발 이후가 '현대'라고 주장된다.
1939년 이전의 '현대' 전쟁에서 독가스와 전차 등의 최첨단 무기가 등장했지만, 살상의 대상은 전투원에 한정되어 있었다. 그러나 제2차 세계 대전 발발 이후에는 살상의 대상은 비전투원에까지 확대되고, 제2차 세계 대전에서 대량 살상 무기의 하나인 핵무기도 사용되었다.
그리고 제2차 세계 대전 후, 냉전과 2003년 이라크 전쟁 등 핵무기 등 대량 살상 무기 등 전쟁의 빌미가 전 세계를 흔들고 있다.

## 현대사

### 전체 역사

#### 냉전
- 미국 → 자유주의로써 북대서양 조약 기구를 만들어 냄. 
  소련 → 사회주의로써, 자유주의를 경계하기 위해 바르샤바 조약 기구를 만듬. 
 1. 냉전의 시작 
 2. 원인 :  나치 독일과  일본 제국을 패망시킴으로써 자유주의와 사회주의가 서로 발달함.
- 북대서양 조약 기구에 가입한 자유주의 국가. 
  미국 
 영국
  프랑스
  네덜란드
  그리스
  이탈리아
  아이슬란드 
  벨기에
  룩셈부르크
  리히텐슈타인
  덴마크
  튀르키예
  캐나다
  스페인
  포르투갈
  노르웨이
  몰타
  서독

- 바르샤바 조약 기구 설립 후 가입한 사회주의 국가. 
  소련 
  헝가리
  루마니아
  체코슬로바키아
  폴란드
  불가리아
  동독 
[1]
- 한국(조선)의 분단 
  소련 → 만주 전략공세작전으로 북한을 점령함.
  미국 → 한반도 전체의 공산화를 막기 위해 미국이 남한을 점령함.
- 한국(조선) 통치 문제로 미소공동위원회와 모스크바 삼상회의 결과. 
  미국 : 한국(조선)의 40년 신탁통치(영국, 중화민국, 미국, 소련의 4개국 분할점령) 주장하면서 선거권을 주장.
  소련 : 선거권은 절대 반대.
- 결과 : 결국 의견이 서로 달라서 실패하고 선거권도 남한에서만 실행되자 제주4.3사건이 터지게 됨[2].
- 사라예보 사건 이전부터 일본 식민지였던 조선의 정부 수립.

 미국 → 이승만 대통령을 중심으로 한 1948년 8월 15일  대한민국이 정부 수립됨. 

 소련 → 1948년 9월 9일  조선민주주의인민공화국이 수립되고 한국전쟁, 여수 순천 사건, 천안함 사건, 연평도 사건을 일으키지만 통일은 실패함. 

- 스탈린이 1953년에 죽고 한국 전쟁이 끝남으로써 미국과 소련의 대립이 조금 완화되어 갔으나 쿠바 미사일 위기와 베를린 봉쇄 등으로 다시 대립이 시작.[4]
- 도이칠란트의 분단 
  영국- 미국 → 노르망디 상륙 작전과 아프리카를 건너서 서독에 진출함. 
  소련 → 스탈린그라드에서 크게 승리한 계기로 동독에 상륙함. 
  영국- 프랑스- 미국 →  독일 연방 공화국이 설립되어 서베를린의 육지의 섬이 생겼으나 1990년 10월 3일에 통일함. 
  소련 →  독일 민주 공화국이 설립되면서 동베를린으로 분할 점령되고 소련이 베를린 장벽을 세워 자유를 찾는 동독 사람들을 봉쇄
- 쿠바의 미사일 위기로 미국과 소련의 대립과 위기

1. 피델 카스트로가 정권을 잡으면서 소련과 우호관계를 맺어 사회주의가 되자, 미국은 쿠바와 피그스만 침공을 실시하지만 패배로 끝나고 여기에 소련이 쿠바 영토에 미사일 기지를 설치함으로써 쿠바 미사일 위기가 발생. 

2. 피그스만 침공의 패배로 쿠바와 냉전이 발생한 미국은 소련까지 미사일을 세우는 바람에 소련과의 다시 한 번 냉전이 발생하는 일이 벌어짐. 

3. 세계사람들은 미국과 소련의 핵전쟁을 일으킬 두려움을 느끼고 있었지만 케네디 대통령이 소련에게 미사일을 철수하지 않으면 무력으로 파괴하겠다 라는 말에 소련은 미사일 기지를 철수하여 위기 모면.

- 스탈린이 죽은 후에 사회주의 국가들의 전개

1. 스탈린주의는 1985년까지 계속되었음.

2. 고르바초프의 개방 정책과 개혁으로 소련을 붕괴시킨 동시에 바르샤바 조약 기구가 해체됨.

3. 소련 지배를 받던 15개국이 모두 독립하여 그 중 10개국이 독립 국가 연합(CIS)에 가입했지만 북대서양 조약 기구에 가입하지 않았다.

4. 한편 동유럽 위성국가들도 1990년에 사회주의를 포기함.
5. 동유럽 국가들이 21세기에 들어서 북대서양 조약 기구에 가입하고 유고슬라비아에게서 분리 독립한  슬로베니아,  크로아티아도 가입함.
- 지금까지 남아있는 공산국가[5]. 
  라오스 
  베트남 민주 공화국 → 도이모이 정책으로 개방. 
  중화인민공화국 → 실용주의 사상으로 개혁과 개방을 실시. 
  쿠바 → 1990년에 소련이 붕괴되자 제한적인 개방 정책. 
  조선민주주의인민공화국

- 내부 갈등으로 인해 생긴 뜻밖의 냉전 프랑스령 인도차이나

 베트남 민주 공화국 → 호치민이 프랑스령 인도차이나를 프랑스가 다시 빼앗으려는 것을 막기 위해 제1차 인도차이나 전쟁을 일으켜 결국 프랑스를 내쫓았지만 제네바 협정으로 북위 17도선 북쪽에서만 국가가 세워짐.

 베트남 공화국 → 프랑스가 후퇴하기 직전 미국에게 넘겨
1955년에 베트남 공화국으로 탄생하면서 응오딘지엠 대통령이 첫 대통령으로 뽑힘.

- 제2차 인도차이나 전쟁 시작.

 베트남 공화국 → 미국의 자유주의의 영향으로 생긴 국가이지만 베트남 전쟁이 오래끌자 닉슨 대통령이 1975년에 전쟁을 포기하는 바람에 결국 사이공이 함락 당함. 
  베트남 민주 공화국 → 호치민의 공산당으로 인해 생긴 국가. 베트남 전쟁을 오랫동안 끈 덕에 마침내 1975년에 사이공을 함락시켜 통일시킴.
- 중화민국에서 벌어진 뜻밖의 냉전.

제2차 세계 대전 종료 후 발발한 국공 내전에서 결국 중국 공산당의 마오쩌둥이 중국 대륙을 장악하여 1949년에 중화인민공화국을 세움. 반면 중국 국민당의 장제스는 타이베이로 중화민국 정부를 이전하면서 분단됨. 이후 마오쩌둥은 타이완을 공략하여 무력통일하려는 계획을 세웠지만 이어 발발한 한국 전쟁으로 인해 보류되어 지금까지도 중국 대륙과 타이완의 양안 분단이 유지됨.

#### 변화와 문제
- 종교와 민족 간의 대립으로 생긴 분단과 내전

 영국령 인도 제국은 간디의 비폭력, 무저항으로 1935년에 영국의 자치령이 되었다가 1947년 8월 15일에 독립했으나 종교 문제로 분단됨. 

 인도 → 힌두교 
  파키스탄 → 이슬람교 
 1. 민족간의 대이동이 시작되어 내전을 낳음(파키스탄에 사는 힌두교를 믿는 사람은  인도로 이동하고 인도에서 사는 이슬람교를 믿는 사람은  파키스탄으로 이동해야 함). 
 2. 인도 독립 운동가 간디가 총살당하고 네루가 뒤를 이어받아 냉전의 길도 아닌 중립의 길을 선택하게 됨. 
  방글라데시 → 동파키스탄 국가로써 서파키스탄과 민족간의 문제로 다투게 되어 1973년에 독립하게 되어 오직 서파키스탄만이 파키스탄으로 존재하게 됨.
- 유고슬라비아는 원래 하나 국가이고 제2차 세계 대전에 소련의 공격으로 위성국가가 된 상황이었으나 내부 종교와 민족간의 문제로 인해 1990년 이전부터 소련의 독립에 성공하지만 4개국으로 분할 독립됨.

 슬로베니아 
  크로아티아 
  보스니아 헤르체고비나 
  세르비아 

- 기타 사유로 인해 분단된 국가
- 체코슬로바키아는 유고슬라비아와 달리 소련이 붕괴될 때까지 사회주의에 속한 위성국가이지만 1990년 이후 분단되면서 사회주의에서 벗어남. 동시에 국가명도 갈라져 버림.
- 체코 
  슬로바키아
- 일시적 냉전 시대를 겪고 독립한 국가

1.  오스트리아 → 영국, 프랑스, 미국, 소련에게 분할점령이 실시되었으나 10년 뒤에 영세중립국으로 독립하고 중립으로 빠짐.

2.  그리스 → 소련에 지원받은 그리스의 공산당과 미국이 지원받은 그리스의 자유당이 그리스 내전을 벌인 바 있지만 다행히 공산화는 피할 수 있었다.
- 서아시아의 독립 (제2차 세계 대전 후) 
  바레인 
  라오스 
  캄보디아 
  시리아 
  이스라엘 
  카타르 
  오만 
  남예멘 
  스리랑카 
  싱가포르 
  브루나이 
  말레이시아 
  아랍에미리트 
  키프로스 
  레바논 
  쿠웨이트
  네덜란드령 동인도
- 아프리카의 독립(1960년 이후)

제2차 세계 대전 이후 최초로 1957년에 독립한  가나가 콰메 은크루마의 활약으로 1957년에 독립하자 다른 아프리카 국가들도 이를 본받아서 독립하기 시작하는데 이는 제국주의가 무너지게 되었기 때문임. 

 모리타니 
  세네갈 
  모로코 
  튀니지 
  말리 
  코트디부아르 
  시에라리온 
  감비아 
  기니비사우 
  니제르 
  알제리 
  부룬디 
  마다가스카르 
  상투메 프린시페 
  부르키나파소 
  기니 
  토고 
  베냉 
  나이지리아 
  카메룬 
  차드 
  중앙아프리카 공화국 
  적도기니 
  가봉 
  콩고 공화국 
  콩고민주공화국 
  앙골라 
  르완다 
  탄자니아 
  케냐 
  우간다 
  코모로 
  말라위
  보츠와나 
  짐바브웨 
  나미비아 
  모잠비크 
  스와질란드 
  레소토 
  지부티 
  에리트레아 
  잠비아 

하지만 서사하라는 지금까지도 모로코 지배에서 벗어나지 못하고 식민지가 되었다.
- 강대국이 독립시킨 국가

 필리핀 → 제2차 세계대전에서 미국을 지원하다가 종식한 후, 미국이 1946년 7월 4일에 독립시켜줌. 

- 자치령이라 자유는 있지만 정식 독립만 인정되지 않은 국가의 독립

 뉴질랜드 → 원래 영국의 자치령으로 자유가 있었고 영국의 웨스트민스터 법령을 받아들여 1947년에 독립함. 

 캐나다 → 영국의 자치령으로 미국과 형제관계를 맺으면서 1949년에 뉴펀들랜드섬을 영국에게 돌려받고 1951년에 자연히 독립함. 

- 기타 : 1.같은 해엔  미국과  호주와  뉴질랜드는 앤저스 조약을 조인하면서  호주와  뉴질랜드는 미국의 도움으로 공업화를 이루었다.

2. 1992년 유럽에서는 마스트리히트 조약이 조인되어 EU가 탄생하여 서유럽들이 가입했지만  튀르키예는 유럽 연합에 가입하려고 했으나 유럽 국가들의 반대로 아직까지도 이루어지지 못하고 있다. 

3. 1995년에는 세계 무역 기구(WTO)가 출범한 동시에 돌리라는 양을 최초로 복제하는데 성공했다.

4. 1960년과 1970년대에는 미국 흑인의 말콤 X와 마틴 루터 킹이 인종차별에 대한 연설을 한데 이어 존 F. 케네디 대통령도 인종차별 금지를 펼쳤다.
- 한국에 반박하는  일본의 행동

1. 대한민국 영토에 와서 상품을 마구 팔고 다케시마의 날과 태극기 밟기 행사라는 국경일까지 세우면서 대한민국을 여전히 괴롭힘.

2. 이로써  대한민국은 일본과 또다시 갈등이 생겨 일본상품불매운동을 펼치는 등 새로운 냉전이 발생하였고 이젠 일본까지도 걱정해야 되는 신세로 전락하고 말았고 이명박 대통령 초상화까지도 밟고 있는 기록도 남아있다.

3. 결국 제2차 세계 대전 이후의 연속적으로 대한민국과 일본 간의 대립도 계속되었다. 일본의 아베 총리는 축구에서 대한민국의 이순신과 안중근 사진을 들고 응원하는 팬들에 대해 불만이 많았다고 한다. 

- 조선민주주의인민공화국의 위원장이라고 불리던 김일성이 1994년 7월 8일에 사망했고 2011년 12월 17일에는 김정일이 사망하였다.

#### 흥미
- 컴퓨터와 만화영화

1. 1990년 이후 컴퓨터가 등장하여 많은 사람들에게 인기와 호감을 주는데 특히 게임과 인터넷은 관심과 재미를 준다. MS-DOS용부터 시작하여 Windows 95, Windows 98, Windows 2000, Windows XP, Windows 7까지 나오고 있다. 

2.  미국에서 1939년부터 월트 디즈니에 의해 만들어진 만화영화가 지금까지도 계속되고 어린이들에게 인기와 사랑이 계속되고 있으며 만화와 대조적으로 유니버셜 스튜디오와 MGM 등에선 원래 영화를 제작하지만 각각 유일하게 Woody Woodpecker와 톰과 제리라는 만화를 제작하였다. DreamWorks에서도 슈렉이라는 영화를 만들어서 사회의 양면성을 증명했다.
- 축구

1. FIFA 월드컵은 1930년 FIFA 월드컵부터 시작한 축구 경기이다. 

2. 유럽과 남아메리카 국가가 가장 잘하는 것으로 알려져 있다. 

3. 1974년 FIFA 월드컵에는  동독과  서독이 월드컵 본선과 2라운드까지 분단국가 역사상 최고의 동반 진출한 기록으로 남아있고, 2002년 FIFA 월드컵에는  대한민국이 아시아 최초의 4위란 최고의 기록을 세웠다. 또한 1954년 FIFA 월드컵을 시작으로 1986년 FIFA 월드컵 이후 2014년 FIFA 월드컵에 연속 본선에 진출했다.

4. 1998년 FIFA 월드컵 이후 축구에 대한 인기가 높아지고 참가하는 국가가 늘어서 32개국이 되었다. 

- 야구

1. 야구를 잘하고 인기가 높은 국가

 미국 

 캐나다 

 멕시코 

 도미니카 공화국 

 푸에르토리코 

 쿠바 

 대한민국 

 중화 타이베이 

 일본 

 네덜란드 

 이탈리아 

2. 유럽과 남아메리카에선 인기가 전혀 없는 대신 크리켓을 즐기고 있지만 네덜란드와 이탈리아에서 유일하게 인기를 끌고 있다. 

3. 2006년 월드 베이스볼 클래식 경기가 최초로 열리면서 유럽도 함께 야구를 하고 2008년 베이징 올림픽 야구 경기에서 유럽 국가들이 속수무책으로 당하는 바람에 야구가 해체되었으나 2013년 월드 베이스볼 클래식에서  네덜란드가 유럽 야구 역사상 최초로 4위를 기록하는 쾌거를 이루었는데 이는 FIFA 월드컵 본선에서 4위를 기록하는 결과와 동일했다. 

- 대한민국의 국내 야구 역사는 1979년부터 시작하여 OB 베어스, 빙그레 이글스, MBC 청룡, 롯데 자이언츠, 삼성 라이온즈, 삼미 슈퍼스타즈, 해태 타이거즈, 쌍방울 레이더스로 나뉘어 있다. 1980년에는 OB 베어스의 홈구장이 한밭야구장에서 잠실야구장으로 변경되고 1998년에는 두산 베어스로 팀이 변경되었다. 그 외에 해태 타이거즈가 KIA 타이거즈으로 팀이 변경되었고 빙그레 이글스도 한화 이글스로 수정된 동시에 MBC 청룡도 LG 트윈스로 수정되었다. 삼미 슈퍼스타즈도 태평양 돌핀스를 거쳐 현대 유니콘스로 변경되었으나 개인적 사정으로 해체되어 우리 히어로즈로 다시 태어나게 되고 쌍방울 레이더스 역시 해체되어 SK 와이번스로 다시 태어난다.
- 미국 야구 팀에선 애틀랜타 브레이브스, 뉴욕 메츠, 필라델피아 필리스, 마이애미 말린스, 워싱턴 내셔널스, 세인트루이스 카디널스, 밀워키 브루어스, 피츠버그 파이어리츠, 신시내티 레즈, 시카고 컵스, LA 다저스, 샌디에고 파드리스, 콜로라도 로키스, 샌프란시스코 자이언츠, 애리조나 다이아몬드백스, 뉴욕 양키스, 보스턴 레드삭스, 토론토 블루제이스, 탬파베이 레이스, 볼티모어 오리올스, 시카고 화이트삭스, 디트로이트 타이거스, 캔자스시티 로얄즈, 클리블랜드 인디언즈, 미네소타 트윈스, LA 에인절스, 텍사스 레인저스, 휴스턴 애스트로스, 시애틀 매리너스, 오클랜드 애슬레틱스가 있다.

#### 사고
- 2001년 9월 11일  미국에 세계 무역 센터가 비행기에 의해 파괴되는 등 큰 손실을 입었고 미국 측에선 빈라덴의 소행으로 보고 이라크와 사우디아라비아 등지를 공격하여 몇 년 만에 빈라덴이 사망했다. 또한 여름에 50도의 큰 더위로 인해 산불[13]이 발생하고 열사병으로 숨지는 사람들이 느는 가운데 많은 폭우가 쏟아져 인명피해가 속출했다.
- 대한민국 대형사고 목록에는 수많은 참사가 기록되었으나 가장 큰 피해가 1995년 6월 29일에 삼풍백화점 붕괴 사고부터 시작되어 2003년 2월 18일에도 대구 지하철 화재 참사가 발생하여 많은 사상자를 냈다. 기타로 2008년 2월 10일에 숭례문 방화 사건이 발생하여 역사 대대로 내려왔던 국보가 손실되었고 용산 참사가 발생하기도 했다. 자연 재해로선 폭우로 인해 2011년에 발생한 강남역과 사당역이 물에 잠기고 우면산 산사태가 일어나는 일이 벌어지기도 했다[14].
- 지구 온난화로 인해 자연 재해가 현실화 될 가능성이 점점 높아지기 시작했다[15].  중국에서 1m를 넘는 많은 폭우로 인해 홍수가 많이 발생했다[16]. 유럽의  오스트리아 쪽에서도 40도를 넘으면서 이와 함께 동유럽과 중부 유럽까지도 40도에 가까운 폭염이 기승을 부리고 있다[17].  일본에서도 40도를 초과하여 열사병으로 숨진 사건이 많이 발생하고 있다[18].

#### 이변과 기적
- 박정희 대통령의 노력과 경부고속도로를 개통함으로써 대한민국이 1960년대를 계기로 발전해나가면서 한양대학교, 중앙대학교, 건국대학교, 연세대학교, 고려대학교, 경희대학교를 지방에 따로 설립하였다. 1993년 3월 대한민국의 대전으로 팔려나간 진돗개가 7개월 만에 진도로 돌아와 주인을 만났다는 돌아온 백구에 대한 사례가 있어 지금까지도 진도에 동상이 남아있다[19]. 같은 해 1994년 FIFA 월드컵 아시아 지역 예선에서도 도하의 기적을 만들어낸 큰 기적이 일어났다. 2002년에는 유승준이 미국의 시민권을 취득해 국적을 포기하는 구실로 곧 군대 회피를 했다는 대한민국 법무부의 판정에 의해 지금까지도 대한민국에 못 오고 있다. 2005년에는 비록 오토다케 히로타다보다 못하지만 자폐아라고 불리던 한 젊은이에 대한 말아톤이라는 이야기도 나오고 3년 뒤 이소연이라는 한국의 우주 비행사가 최초로 로켓을 타고 우주로 갔다. 2012년에는 싸이가 강남스타일과 젠틀맨이라는 노래로 전 세계 사람들에게 최고의 인기를 끌었고 2013년 1월 30일에 KARI 나로호가 3번째 시도 끝에 성공했다.
- 1976년에 일본에 팔다리 없이 태어난 오토다케 히로타다가 좌절과 포기하지 않고 오체 불만족이라는 글을 쓰면서 많은 사람들에게 인기를 받고 있어 교사로 일을 하고 있다.
- 피겨 스케이팅에선 가장 대표적인 김연아와 아사다 마오가 세계 최고로 인기를 받았으며 뒤이어 리듬체조의 손연재도 세계 선수권에 참가하여 크게 인기를 끌고 있다.

### 1945~1991년

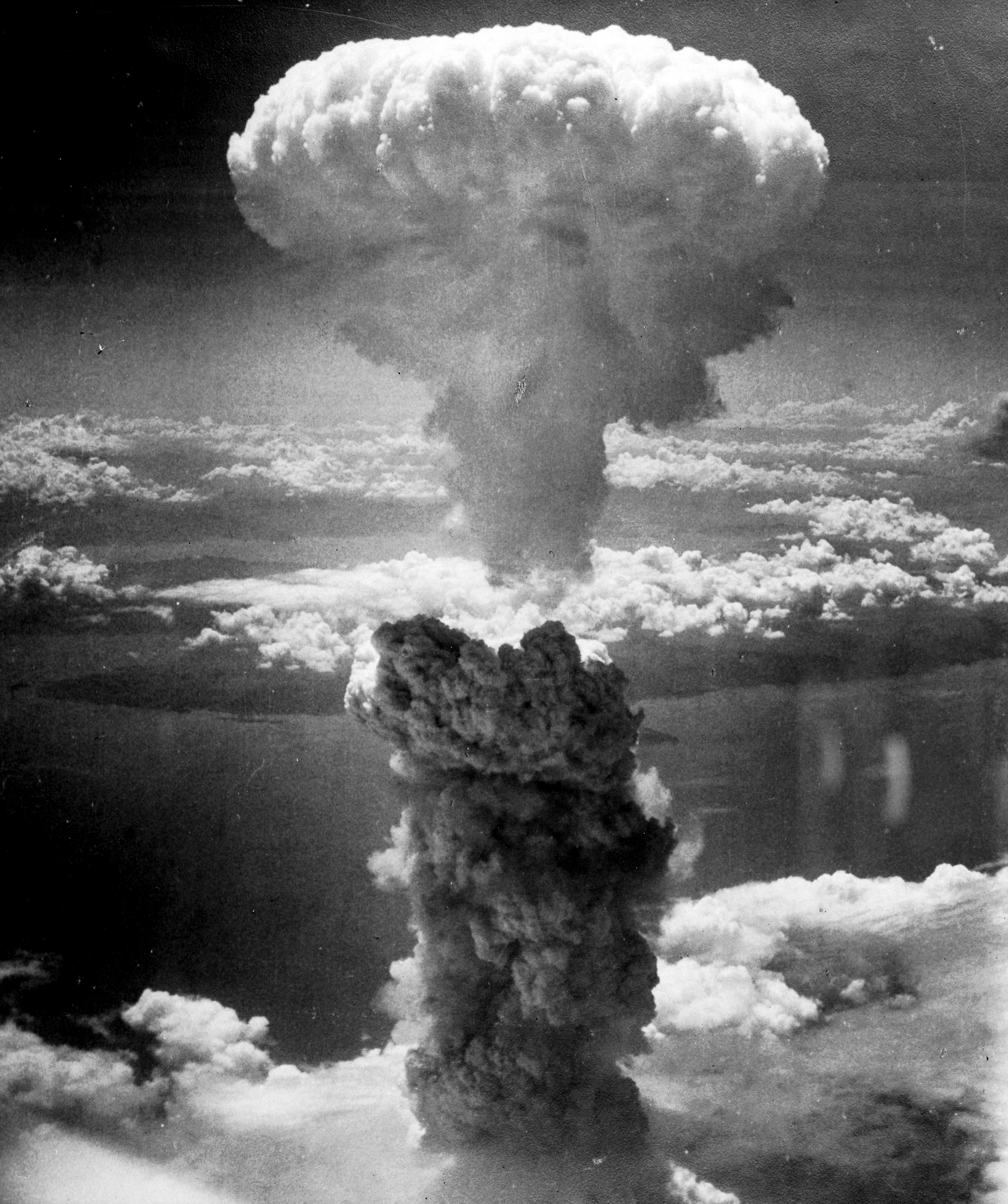
나가사키에 투하된 원자폭탄의 버섯 구름 (1945년 8월 9일)

현대 세계의 역사를 볼 경우, '1945년 이후 (1945년 ~ 현재)의 세계'와 '1991년 이후 (1991년 ~ 현재)의 세계'로 나뉘는데, 세계적으로 볼 경우에는 "1945년 이후의 세계"가 많이 언급된다.
1945년 이후의 세계에서 볼 수있는 특징은 미국과 대외 관계가 중요 해지고 있다는 점이다.
그리고 1945년부터 현재까지 미국은 압도적인 군사력을 세계에 전개하고 있으며, 세계 각국이 미국과 어떻게 관련되는가, 미국이 세계와 어떻게 관련되는가, 외교뿐만 아니라 내정에도 영향을 있다. 즉, 미국의 좋은 면을 본받아야 하는지, 미국의 나쁜 면을 본받아야 하는지가 "국가의 형태"에 영향을 주는 시대이다.

### 1991~2001년

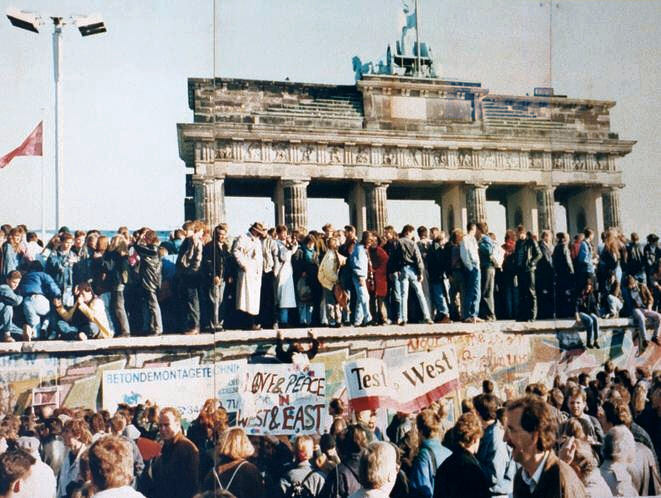
베를린 장벽에 오른 동서 베를린 시민 (1989년 11월 10일)

'1991년 이후의 세계'에서 볼 수있는 특징은 :
1. 냉전 시대에 나타난 전체주의 체제, 공산주의와 군사정권에서 탈피한 세계.
2. 미국 정부 및 소비에트 연방 정부가 배후에서 영향력을 행사하는 '속국 체제'를 탈피한 세계.

이 2가지로 집약된다.
1989년 동유럽 민주화 혁명이 일어나고, 1989년 12월 3일 몰타 회담에서 냉전은 끝났다. 그리고 동유럽 민주화 혁명의 영향으로 1991년 12월 26일 소비에트 연방이 붕괴하면서 냉전은 완전히 끝났다.
동유럽 민주화 혁명에 의해 성립된 '냉전 후'의 체제는 일당 지배이며 정치가를 선택할 수 없었던 과두 공화제가 아닌 3개 이상의 정당이 존재하고, 시민이 주권을 갖고, 군주가 존재하지 않는 민주 공화제였다.
그리고 남미에서는 동유럽 민주화 혁명과 소비에트 연방 붕괴의 여파로, 미국 정부의 지원을 받은 군사정권이 속속 하야했다. 동남아시아에서도 마르코스와 수하르토 등 개발 독재를 내세웠던 정권이 대중의 봉기에 의해 잇달아 쓰러졌다.
이와 같이, '1991년 이후의 세계'에 특징적인 현상 중 하나는 민주 국가의 성립이 잇따랐다는 것이다. 프랜시스 후쿠야마는 이러한 민주 국가의 성립을 '역사의 종언'이라고 표현하며, 전쟁과  압정이 다반한 상태를 탈출한 세계를 '탈 역사 세계'라고 불렀다.
그 결과, 2011년 기준으로 현대사의 체제는 냉전이 시작된 이후인 "1945년 체제", 냉전이 끝나고 탈냉전이 시작되는 "1991년 체제", 테러와의 전쟁이 시작된 "2001년 체제"의 3개로 나뉘어 있다.

## 같이 보기
- 고대
- 고대 후기
- 중세
- 근세
- 근대
- 세계의 역사
- 역사의 종언
- 일본의 항복 (1945년 이후의 세계)
- 동유럽 혁명 (1991년 이후의 세계)